# Chaouki Ben Saada
Chaouki Ben Saada (Bastia, Corsica, 1 juli 1984) is een Tunesische voetballer die doorgaans als middenvelder speelt. Hij tekende in oktober 2014 bij Troyes AC, dat hem transfervrij inlijfde. Ben Saada debuteerde in 2005 in het Tunesisch voetbalelftal.

## Internationaal
Ben Saada heeft enkele jeugdteams van het Franse nationale elftal doorlopen, wat hem in 2001 het wereldkampioenschap -17 opleverde. Daarna nam hij de Tunesische nationaliteit aan, om vanaf maart 2005 uit te komen voor het nationale elftal. Hij heeft achtendertig interlands gespeeld, waarin hij vier keer scoorde. Hij kwam uit voor Tunesië op de Afrika Cup 2006 en het Wereldkampioenschap voetbal 2006, als vervanger voor de geblesseerde Issam Jomaa.